# Lutte Ouvrière

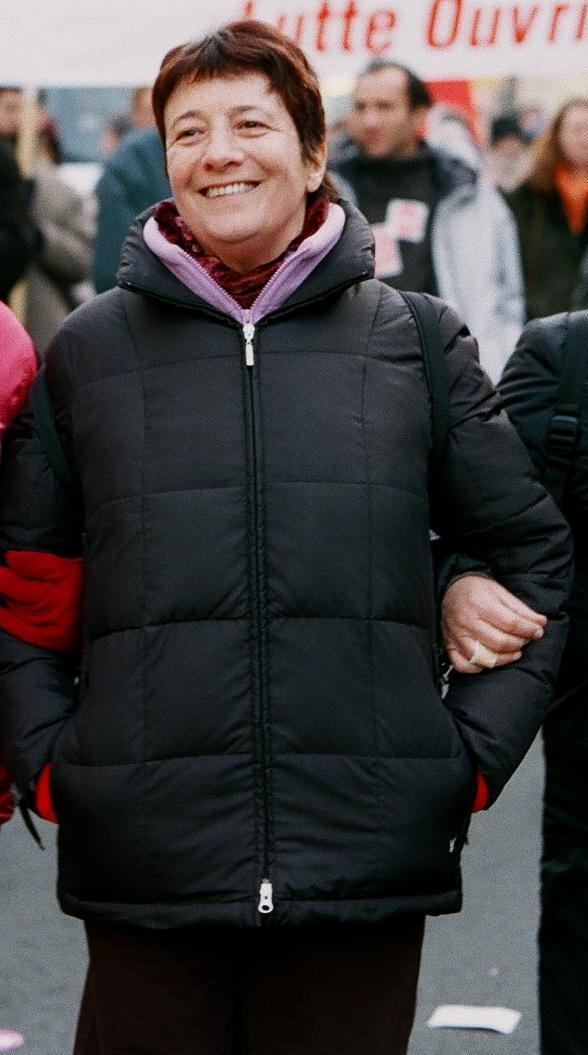
Arlette Laguiller in 2005

De Lutte Ouvrière (letterlijk: Arbeidersstrijd) is een trotskistische Franse politieke partij. Arlette Laguiller is sinds 1973 het boegbeeld van de partij. Zij nam sindsdien al deel aan elke presidentsverkiezing. In 2007 behaalde ze een percentage van 1,33%. De eigenlijke leider van de partij (en stichter) is Robert Barcia.
De partij maakt deel uit van de Union Communiste Internationaliste. Bij de verkiezingen voor de Assemblée won de partij geen zetels.